# التدفق

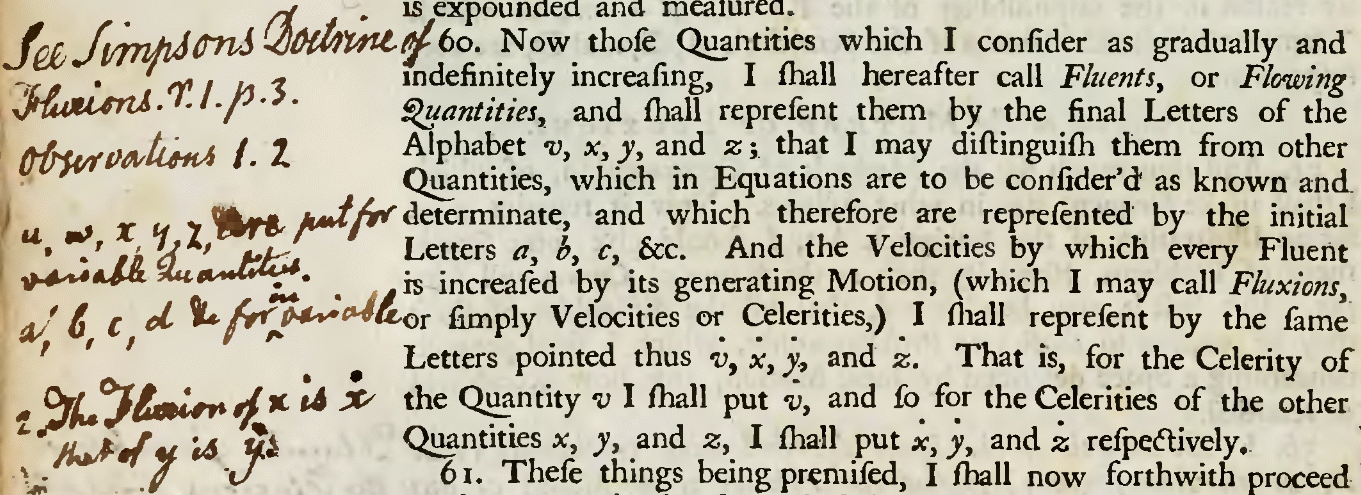
مقدمة نيوتن لمفاهيم "المتدفق" و"التدفق" في كتابه عام 1736

التدفق هو المعدل اللحظي للتغيير أو التدرج (كمية أو دالة متغيرة بمرور الوقت) عند نقطة معينة. تم تقديم التدفق بواسطة إسحاق نيوتن لوصف شكله من (مشتق فيما يتعلق بالوقت). قدم نيوتن المفهوم في عام 1665 وقام بتفصيلها في أطروحته الرياضية، طريقة التدفق. شكلت التدفقات والطلاقة حسابات نيوتن المبكرة.

## تاريخ
كان التدفق محوريًا في جدل حساب التفاضل والتكامل بين ليبنيز ونيوتن، عندما أرسل نيوتن رسالة إلى جوتفريد فيلهلم ليبنيز يشرحها، لكنه أخفى كلماته في الشيفرة بسبب شكوكه. هو كتب:
كانت سلسلة gibberish في الواقع رمز تجزئة (من خلال الإشارة إلى تكرار كل حرف) من العبارة اللاتينية Data æqvatione qvotcvnqve flventes qvantitatesesentente ،flvxiones invenire: والعكس صحيح، وهذا يعني: «بالنظر إلى معادلة تتكون من أي عدد من الكميات المتدفقة، لإيجاد التدفقات: والعكس صحيح».

## مثال
إذا كان المتدفق {\displaystyle y} يعرف ب {\displaystyle y=t^{2}} (أين {\displaystyle t} هو الوقت) التدفق (المشتق) عند {\displaystyle t=2} يكون:
{\displaystyle {\dot {y}}={\frac {\Delta y}{\Delta t}}={\frac {(2+o)^{2}-2^{2}}{(2+o)-2}}={\frac {4+4o+o^{2}-4}{2+o-2}}={\frac {4o+o^{2}}{o}}}
هنا {\displaystyle o} هو مقدار ضئيل للغاية من الوقت. إذن، المصطلح {\displaystyle o^{2}} هو مصطلح صغير لانهائي من الدرجة الثانية ووفقًا لنيوتن، يمكننا الآن تجاهلها {\displaystyle o^{2}} بسبب صغرها اللانهائي من الدرجة الثانية مقارنةً بالصغر اللانهائي من الدرجة الأولى {\displaystyle o}. إذن، تصبح المعادلة النهائية على الشكل:
{\displaystyle {\dot {y}}={\frac {\Delta y}{\Delta t}}={\frac {4o}{o}}=4}
برر استخدام {\displaystyle o} ككمية غير صفرية بالقول إن التدفقات كانت نتيجة للحركة بواسطة كائن.

## نقد
استنكر جورج بيركلي، الفيلسوف البارز في ذلك الوقت، تقلبات نيوتن في مقالته المحلل، التي نُشرت عام 1734. رفض بيركلي تصديق أنهم كانوا دقيقين بسبب استخدام المتناهيات في الصغر {\displaystyle o}. وقال إنه لا يعتقد أنه يمكن تجاهلها وأشار إلى أنه إذا كانت صفرًا، فستكون النتيجة قسمة على صفر. أشار إليها بيركلي على أنها «أشباح الكميات الراحلة»، وهو تصريح أثار قلق علماء الرياضيات في ذلك الوقت وأدى في نهاية المطاف إلى إهمال اللامتناهيات في الصغر في حساب التفاضل والتكامل.
قرب نهاية حياته، راجع نيوتن تفسيره لـ{\displaystyle o} على أنها صغيرة للغاية، مفضلين تعريفها على أنها تقترب من الصفر، باستخدام تعريف مماثل لمفهوم النهاية. كان يعتقد أن هذا أعاد التدفقات إلى أرض آمنة. بحلول هذا الوقت، استبدل مشتق لايبنيز (وتدوينه) إلى حد كبير تدفقات نيوتن، ولا يزال قيد الاستخدام حتى اليوم.